# Богнор-Риджис
Бо́гнор-Ри́джис — английский морской курорт в Западном Суссексе на берегу Ла-Манша. Он имеет восьмикилометровый пляж и является местом отдыха и оздоровления.
В средние века на этом месте возникла рыбацкая деревня под названием Богнор, которая превратилась в курорт в XVIII веке. Многие здания, такие как Dome House (ныне педагогический колледж), были построены в георгианском стиле. С 1929 года это место называется Богнор-Риджис (что означает «королевский Богнор», латинское слово regis — родительный падеж от слова rex «король»), потому что король Георг V вылечил там серьёзную болезнь. С 1800 по 1803 год английский поэт Уильям Блейк жил в соседнем Фелфеме.
Железнодорожное сообщение проходит через ветку Уэст Костуэй Лайн (West Coastway Line), которая ответвляется от основной линии Барнем.
В Богнор-Риджис магистральная дорога A29 примыкает к A 259 (Чичестер — Брайтон).